# Кинг, Джиневра
Джиневра Кинг (Ginevra King, 1898—1980) — американская светская дама, прототип нескольких персонажей книг Фрэнсиса Скотта Фитцджеральда, в том числе Дэйзи в романе «Великий Гэтсби».

## Биография
Дочь богатого чикагского бизнесмена и финансиста, вызвала большой интерес в обществе своим светским дебютом. Познакомилась с Фитцджеральдом в 1915 году в Миннесоте и, согласно сохранившимся письмам и дневникам, оба немедленно увлеклись друг другом. Их страстный роман продолжался, видимо, до января 1917 года, за это время они обменялись множеством писем. Фраза писателя «Бедные мальчики не должны думать о женитьбе на богатых девушках», возможно, была сказана ему отцом Джиневры.
15 июля 1918 года она написал Фицджеральду, сообщив ему о своей помолвке с Уильямом Митчеллом, сыном делового партнёра своего отца. Они были женаты с 4 сентября 1918 года и имели троих детей, Уильяма, Чарльза и Джиневру. Затем в 1937 году она покинула Митчелла ради бизнесмена Джона Т. Пири. В том же году она также встретила Фицджеральда в последний раз, в Голливуде; когда она спросила его, какой персонаж в «Великом Гэтсби» был вдохновлен ею, Фицджеральд ответил: «Какую суку ты считаешь собой?»
Кинг позже основала Дамскую гильдию Американского онкологического общества. Она умерла в 1980 году в возрасте 82 лет.